# Ewa Effenberg-Kaja
Ewa Effenberg-Kaja (ur. 29 grudnia 1979 w Łodzi) – polska złotniczka, projektantka biżuterii, nauczycielka akademicka.

## Życiorys
W 2004 roku obroniła dyplom na Akademii Sztuk Pięknych im. Władysława Strzemińskiego w Pracowni Biżuterii u prof. Andrzeja Szadkowskiego oraz w Pracowni Malarstwa u prof. Andrzeja Gieragi. Od 2005 jest zatrudniona w ASP w Katedrze Biżuterii. Od 2008 jako adiunkt w Pracowni Form Złotniczych pod kierownictwem prof. Andrzeja Bossa. Obecnie jest kierownikiem Pracowni Form Złotniczych na studiach I stopnia.
15 grudnia 2008 obroniła stopień doktora, natomiast 19 grudnia 2016 uzyskała habilitację w sztukach projektowych.
Brała udział w ponad 200 wystawach krajowych i zagranicznych. Jej prace znajdują się w zbiorach Galerii Sztuki Złotniczej w Legnicy, Muzeum Okręgowego w Sandomierzu i prywatnych zbiorach biżuterii artystycznej Marii Magdaleny Kwiatkiewicz.